# Place de la Fidélité
La place de la Fidélité est une ancienne voie de Paris, située dans l'ancien 5e arrondissement, actuel 10e arrondissement. 

## Situation
La place formait parvis devant l'église Saint-Laurent. Elle était traversée par la rue de la Fidélité (y compris l'actuelle rue Sibour). Elle était le point de départ de la rue de la Charité,.

## Origine du nom
La place a été nommée en référence à la communauté des Filles de la Charité dont la vente des terrains a permis le percement de la rue de la Fidélité.

## Historique
Les plans visant à créer deux rues (rue de la Fidélité et rue de la Charité) et une place à l'emplacement du couvent des filles de la Fidélité sont approuvés par un arrêté du Directoire exécutif, du 3 frimaire an VI (23 novembre 1797). 
Le 25 du même mois, le domaine de l'État aliéna un terrain faisant partie du cimetière Saint-Laurent. Dans le contrat de vente il est dit : « Que l'acquéreur sera tenu de se conformer aux alignements arrêtés par la commission des travaux publics lorsqu'il en sera requis, et ce sans indemnité. »
Un deuxième contrat du 7 messidor an VI (25 juin 1798), pour la vente d'un terrain provenant de la cure Saint-Laurent, porte l'obligation suivante : « Par suite du percement de la nouvelle rue dans le terrain des ci-devant sœurs grises et du projet de la place demi-circulaire, l'acquéreur sera tenu de fournir le terrain tel qu'il est déterminé sur le plan, etc... »
La place qui prend la forme d'un demi-cercle est nommée « place de la Fidélité » par un arrêté de l'administration centrale du département de la Seine en date du 4 nivôse an VII (24 décembre 1798).
Lors du percement du boulevard de Strasbourg, la rue de la Charité et une grande partie de la place sont absorbées. La place disparait définitivement lors du percement du boulevard de Magenta.
Créée dans les années 1790, elle disparait dans les années 1850 lors du percement du boulevard de Strasbourg et du boulevard de Magenta dans le cadre des travaux de transformations de Paris sous le Second Empire.